# جاموسي الأجنحة
جاموسي الأجنحة (الاسم العلمي: Buffalopterus)، هو جنس من عصور ما قبل التاريخ تتبع عريضات الأجنحة من تكوين بيرتي في العصر السيلوري في نيويورك وأونتاريو. الجنس يحتوي على نوع واحد، B. pustulosus. يرتبط ارتباطًا وثيقًا بجنس مفصص الأجنحة، ولكن يوجد أختلاف أساسي ما بينهم وهو وجود دبير كروي غريب (والذي يشبه السيف أو يشبه العمود الفقري في أنواع أخرى من عريضات الأجنحة)، وفي الحجم، يقدر طوله بمتر واحد على الأقل.